# Các sao cố định

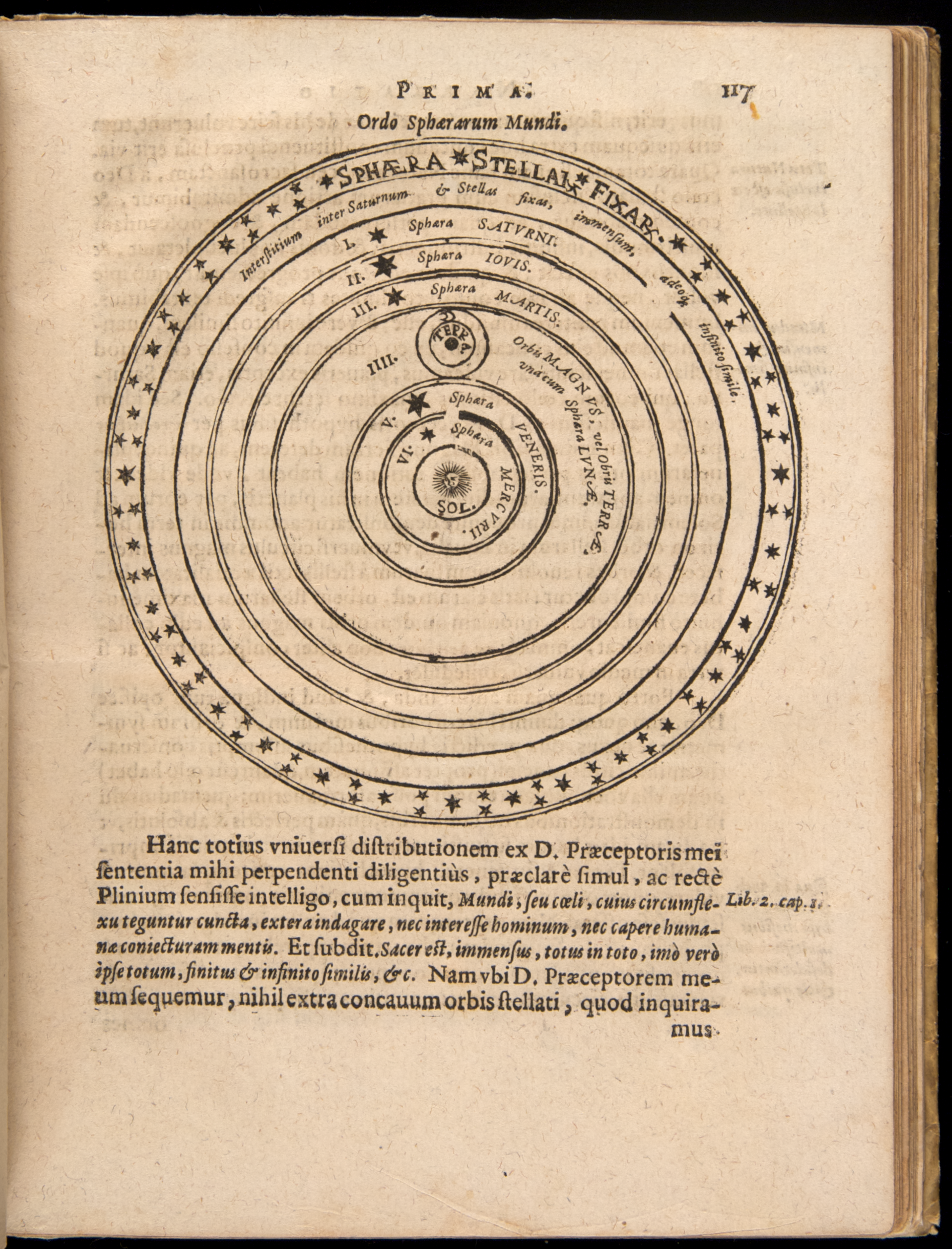
Kepler, Johannes. Mysterium Cosmographicum, 1596.
Mô hình nhật tâm của vũ trụ bởi Kepler, trong đó ngoài cùng là “sphaera stellar fixar,” hay mặt cầu của các sao cố định.

Các sao cố định hay các sao nền là một thuật ngữ bắt nguồn từ thời cổ để chỉ các ngôi sao trên bầu trời mà dường như không thay đổi vị trí tương đối của chúng với nhau, trái ngược với các "sao lang thang" tức là các hành tinh.
Khoảng 3.000 tới 6.000 ngôi sao cố định có thể được trông thấy bằng mắt thường trên khắp bầu trời, nhưng chỉ gần một nửa trong số chúng là có thể được trông thấy tại cùng một thời điểm trên một địa điểm trên Trái Đất. Chúng là các sao thuộc dải Ngân Hà và với những khoảng cách khác nhau tới Trái Đất. Tuy nhiên, hầu hết trong số ước tính 100 tỉ sao trong dải Ngân Hà là không thể thấy bằng mắt thường bởi vì chúng không đủ sáng, ở quá xa, hoặc bị che khuất bởi các thiên thể khác.

## Tên gọi và ý nghĩa trong lịch sử
Các ngôi sao cố định cấu thành nên các chòm sao mà chúng ta biết từ vị trí tương đối giữa chúng, dường như không thay đổi với mắt thường. Nền của toàn bộ các "sao cố định" này có sự chuyển động biểu kiến quan sát được trong suốt thời gian một đêm hoặc một năm từ đông sang tây, dọc trên vòm trời nhìn từ Trái Đất là do sự tự quay quanh trục của nó hoặc quỹ đạo quanh Mặt Trời.
Trong các tài liệu cổ tiếng Hy Lạp về các chòm sao và hiện tượng thiên văn, chỉ có từ "sao" (astra) được đề cập đến, chẳng hạn trong Phaenomena của Aratus ở thế kỷ 3 TCN. Sau đó, tất cả các thiên thể sáng đều được gọi là sao (stellae) bởi các tác giả La-tinh, tuy nhiên các hành tinh được phân biệt là sao di chuyển (errantia) so với các sao được gắn (adfixa) trên nền trời. Các giao hội của một hành tinh và chòm sao riêng lẻ đã được quan sát bằng mắt thường từ rất lâu, và đã được đề cập đến bởi Aristotle ở thế kỷ thứ 4 TCN trong tác phẩm của ông Meteorologica (Μετεωρολογικῶν).
Sự phân biệt giữa những khái niệm này ngày càng được phổ biến. Claudius Ptolemy viết trong Almagest (sách 7, chương 1) rằng một số sao nhất định có vị trí tương đối vĩnh viễn không thay đổi. Các tác giả phương Tây thời trung đại chấp thuận khái niệm này và đưa vào các ngôn ngữ thuật ngữ "sao cố định" (fixed star, Fixstern). Trong công trình của mình De revolutionibus, Copernicus cũng đã phân biệt fixae stellae với errantes; một cách tương tự Astronomia Nova của Johannes Kepler, phân biệt sphaera Fixarum với planetae. Cũng trong giữa thế kỷ 18, Immanuel Kant sử dụng thuật ngữ sao cố định để chỉ các sao theo nghĩa ngày nay trong công trình Allgemeine Naturgeschichte und Theorie des Himmels.
Cách dùng các thuật ngữ vẫn không thay đổi cho đến nửa cuối thế kỷ 19, khi ngành vật lý thiên văn được phát triển, sử dụng các phương pháp phân tích quang phổ, phép trắc quang, và chụp ảnh để nghiên cứu các thiên thể. Thuật ngữ sao cố định của thiên văn quan sát cổ điển đã được thay thế, chỉ đơn giản là sao. Tuy nhiên, sự thay đổi này diễn ra chậm và không nhất quán. Nhà vật lý và thiên văn học Karl Friedrich Zöllner, chẳng hạn, chủ yếu dùng từ "sao" trong công trình quan trọng của ông về phép trắc quang thiên thể, Grundzüge der allgemeinen Photometrie des Himmels (1861), nhưng vẫn nhắc đến "sao cố định" trong một câu đặt vấn đề.
Ngày nay, thuật ngữ sao cố định được sử dụng trong ngữ cảnh lịch sử và khi xét về các chòm sao. Trong niên giám thiên văn tiếng Đức Kosmos Himmelsjahr, xuất bản hàng năm bởi Hans-Ulrich Keller từ năm 1982, đề từ Fixsternhimmel hay "bầu trời sao cố định" vẫn được sử dụng cho một trong những chuyên mục hàng tháng.

## Trong cơ học cổ điển
Trong cơ học của Newton, nền của các sao cố định được chọn là hệ quy chiếu được coi là đứng yên so với không gian tuyệt đối. Trong các hệ quy chiếu đứng yên hoặc tịnh tiến đều so với các sao cố định, các định luật chuyển động của Newton được nghiệm đúng. Trái lại, trong các hệ quy chiếu có gia tốc hoặc quay đối với các sao cố định, các định luật chuyển động ở dạng đơn giản nhất không được nghiệm đúng, mà phải bổ sung thêm các lực ảo hay lực quán tính, chẳng hạn lực ly tâm và lực Coriolis.
Tuy nhiên chúng ta ngày nay đã biết rằng các "sao cố định" không thực sự cố định. Khái niệm hệ quy chiếu quán tính không còn gắn với các sao cố định, và không gian tuyệt đối là không đúng theo vật lý hiện đại. Thay vào đó, sự định nghĩa của hệ quy chiếu quán tính chỉ được dựa trên sự đơn giản hóa của các định luật vật lý trong hệ, cụ thể là không có các lực quán tính.
Định luật quán tính đúng với hệ tọa độ Galileo cổ điển, tức là một hệ giả định so với các sao thực sự cố định.

## Sự di chuyển thực tế
Trên thực tế, trái ngược với tên của chúng, các sao cố định cũng có chuyển động của riêng chúng, tức là một sự chuyển động biểu kiến trên thiên cầu so với các sao xung quanh. James Bradley cũng đã phát hiện một sự dịch chuyển biểu kiến gọi là quang sai vào những năm 1725–1728. Bởi vì khoảng cách rất lớn của chúng, sự thay đổi vị trí của một sao cố định là hầu như không thể nhận thấy được đối với mắt thường, ngay cả sau vài thế kỷ. Ngôi sao với chuyển động riêng nhanh nhất được biết đến nay được gọi là Sao Barnard; nó thay đổi vị trí tới 0,3° mỗi thế kỷ, nhưng không dễ quan sát được nó với mắt thường.
Một hiệu ứng khác bắt nguồn từ tầm nhìn thay đổi khi Trái Đất quay quanh Mặt Trời. Do đó, một sao cố định được chiếu lên thiên cầu từ những điểm khác nhau trên quỹ đạo của Trái Đất trong suốt thời gian một năm và được thấy vạch ra một hình elip nhỏ. Hiệu ứng này được đo bởi góc thị sai, tức là góc giữa hai đường ngắm đến từ hai nơi quan sát khác nhau.